# Nederlanders in het Mexicaanse voetbal
Nederlanders in het Mexicaanse voetbal geeft een overzicht van Nederlanders die een contract hebben (gehad) bij Mexicaanse voetbalclubs uit de hoogste drie divisies.

## Voetballers
| Naam            | Club         | Van  | Tot  | Opmerkingen |
| --------------- | ------------ | ---- | ---- | ----------- |
| Romeo Wouden    | Cruz Azul    | 1998 | 1998 |             |
| Jorg Smeets     | Cruz Azul    | ?    | ?    |             |
| Gerard Hijlkema | CF Atlante   | 1973 | 1974 |             |
| Vincent Janssen | CF Monterrey | 2019 |      |             |

## Hoofdtrainers
| Naam              | Club                  | Van  | Tot  | Opmerkingen |
| ----------------- | --------------------- | ---- | ---- | ----------- |
| Hans Westerhof    | Club Necaxa           | 2007 | 2008 |             |
| Hans Westerhof    | Chivas de Guadalajara | 2002 | 2003 |             |
| Leo Beenhakker    | Club América          | 1994 | 1995 |             |
| Leo Beenhakker    | Club América          | 2003 | 2004 |             |
| Leo Beenhakker    | Chivas de Guadalajara | 1996 | 1996 |             |
| John van ´t Schip | Chivas de Guadalajara | 2012 | 2013 |             |

## Overige functies
| Naam           | Club                  | Van  | Tot  | Functie           |
| -------------- | --------------------- | ---- | ---- | ----------------- |
| Wim Rijsbergen | Chivas de Guadalajara | 1996 | 1996 | assistent-trainer |

Voetbalbonden ·
Albanië ·
Angola ·
Armenië ·
Australië ·
Azerbeidzjan ·
Bahrein ·
België ·
Bhutan ·
Bulgarije ·
Canada ·
China ·
Congo-Kinshasa · 
Cyprus ·
Denemarken ·
Duitsland ·
Egypte ·
Engeland ·
Estland ·
Ethiopië ·
Faeröer ·
Filipijnen ·
Finland ·
Frankrijk ·
Georgië ·
Ghana ·
Griekenland ·
Hongarije ·
Hongkong ·
Ierland ·
IJsland ·
Indonesië ·
Iran ·
Israël ·
Italië ·
Japan ·
Kazachstan ·
Koeweit ·
Litouwen ·
 Luxemburg ·
Maleisië ·
Malta ·
Marokko ·
Mexico ·
Namibië ·
Nieuw-Zeeland ·
Noorwegen ·
Oekraïne ·
Oezbekistan ·
Oostenrijk ·
Polen ·
Portugal ·
Qatar ·
Roemenië ·
Rusland ·
Rwanda ·
Saoedi-Arabië ·
Schotland ·
Singapore ·
Slovenië ·
Slowakije ·
Spanje ·
Tanzania ·
Turkije ·
Tuvalu ·
VAE ·
Venezuela ·
Verenigde Staten ·
Vietnam ·
Zimbabwe ·
Zuid-Afrika ·
Zuid-Korea ·
Zweden ·
Zwitserland